# Eugen Pridik
Eugen Peter Pridik (russisch Евгений Мартынович Придик, wiss. Transliteration Evgenij Martinovič Pridik; * 7. Augustjul. / 19. August 1865greg. in Reval; † 3. Juli 1935 in Leningrad) war ein baltendeutscher Klassischer Archäologe und Numismatiker.

## Leben
Er war ein Sohn des russischen Generalmajors Friedrich Heinrich von Wendrich, sein Bruder war der spätere Klassische Philologe und Althistoriker Alexander Pridik. Nach dem Besuch des Gouvernements-Gymnasiums in Reval von 1874 bis 1882 studierte er 1882 bis 1888 an der Kaiserlichen Universität Dorpat sowie von 1888 bis 1889 an der Universität Berlin. In Dorpat erlangte er 1893 den Magistergrad. 1892 bis 1894 war er als Hauslehrer in Leetse/Leetz tätig. 1894 bis 1896 führten ihn Studienreisen nach Griechenland und Italien, 1896–1897 nach Südrussland und auf die Krim. Seit 1898 arbeitete er als Assistent am Münzkabinett der Eremitage in Sankt Petersburg, wo er 1899 zum Konservator ernannt wurde. Von 1904 bis 1918 war er Oberkonservator der Antikenabteilung der Eremitage, von 1919 bis 1930 Konservator der Abteilung für antike Münzen. Seit 1899 war er auch Privatdozent an der Universität Sankt Petersburg für Griechische Philologie und Alte Geschichte, wo er später zum Professor für Griechisch und Klassische Archäologie ernannt wurde.
Eugen Pridik war seit 1903 korrespondierendes Mitglied des Deutschen Archäologischen Instituts.

## Veröffentlichungen
- De Alexandri Magni epistularum commercio. Dorpat 1893 (= Dissertation; PDF; 6,82 MB).
- Die römischen Münzen. Koehler, Leipzig 1902, (Erklärender Text zu: Tabulae quibus antiquitates Graecae et Romanae illustrantur. Tafel IIIb, ZDB-ID 2504855-7).
- Мельгуновский клад 1763 года (= Материалы по археологии России. Nr. 31, ZDB-ID 401000-0). Главного Управления Уделов, Санкт-Петербург 1911, (Der Melgunovsche Schatz vom Jahr 1763).
- Два серебряных ритона из коллекции Императорского Эрмитажа. In: Записках Одесского Общества Истории и Древностей. Bd. 30, 1912, ZDB-ID 308947-2, S. 167–178, (Zwei silberne Rhyta aus der Sammlung der Kaiserlichen Eremitage).
- Инвентарный каталогъ клеймъ на аморфныхъ ручкахъ и горлышкахъ и на черепицахъ Эрмитажнаго собранiя. Российская академия наук, Петроград 1917, (Inventarkatalog der Stempel auf den Henkeln und Hälsen von Amphoren und auf Ziegeln der Eremitage-Sammlung).
- Die Astynomennamen auf Amphoren- und Ziegelstempeln aus Südrußland. In: Sitzungsberichte der Preußischen Akademie der Wissenschaften. Philosophisch-Historische Klasse. Bd. 24, 1928, ISSN 0933-8152, S. 342–380.